# Le Grand Dimanche soir
Le Grand Dimanche soir est une émission radiophonique satirique française diffusée sur France Inter du 25 août 2014 au 23 juin 2024, précédemment intitulée Si tu écoutes, j'annule tout jusqu'en août 2017, Par Jupiter ! jusqu'en août 2022 et C'est encore nous ! jusqu'en août 2023. Elle est présentée par Charline Vanhoenacker, d'abord accompagnée d'Alex Vizorek et de Juliette Arnaud jusqu'en juin 2023, puis de Juliette Arnaud, Guillaume Meurice et Aymeric Lompret depuis septembre 2023. Succédant à l'émission Là-bas si j'y suis dans la grille des programmes de la radio, elle est initialement programmée quotidiennement de 17 h à 18 h en semaine jusqu'en juin 2023, avant de devenir hebdomadaire le dimanche entre 18 h et 20 h en septembre 2023.
L'émission est également désignée par des titres provisoires : durant la pandémie de Covid-19 en 2020, l'émission est provisoirement rebaptisée Par Jupidémie ! et les émissions du mercredi sont surnommées Par Jupiclasse ! à partir d'août 2020 puis C'est encore classe ! d'août 2022 à juin 2023.
Le 23 juin 2024, Charline Vanhoenacker annonce en direct la fin de l'émission, à la suite de la démission successive de ses chroniqueurs, à la suite de l'éviction de Guillaume Meurice.

## Concept
L'émission annonce vouloir « lessiver l'information » et son fil rouge est le traitement de l'actualité, tournée en dérision avec une volonté d'impertinence, comme l'annonce sa productrice : « On va passer l'actu à l'essoreuse. On va la tordre dans tous les sens et il en sortira d’autres choses. Cela va nous permettre de dénoncer des choses par humour. »
Chaque jour, l'équipe accueille un invité d'honneur, surnommé « référent de la République » et de nombreuses chroniques qui ont toujours un lien, même indirect, avec l'actualité viennent alimenter la retransmission, mêlant culture, musique, politique et humour.
L'émission, divisée en trois sujets d'actualités principaux, commence par une fausse conférence de rédaction durant laquelle animateurs et chroniqueurs préfacent l'émission à venir. De nombreux jingles viennent alimenter l'heure d'émission, inspirés de citations, extraits musicaux ou de films.

## Historique

### Si tu écoutes, j'annule tout(2014-2017)
L'émission est créée en août 2014, par Charline Vanhoenacker et Alex Vizorek avec pour objectif de relever le niveau d'audience de la tranche horaire 17h-18h (268 000 auditeurs en moyenne la saison précédente). Il s'agit de la première fois qu'une radio française confie la présentation d'une de ses émissions à un duo de Belges sur une saison entière. L'émission est parrainée par Bruno Gaccio et le générique est une chanson du groupe Cabadzi, intitulée Cent fois.
Le titre original de l'émission (Si tu écoutes, j'annule tout) était inspiré d'un SMS qu'aurait envoyé Nicolas Sarkozy à son ex-épouse Cécilia Attias : « Si tu reviens, j'annule tout. ».

### Par Jupiter!(2017-2022)
Le 23 août 2017, sur sa page Facebook, l'équipe annonce l'arrêt de l'émission dans un post signé « Charline, Alex et Guillaume ». De nombreux médias reprennent rapidement l'information avant que certains ne s'interrogent sur la véracité de l'information à la suite de la publication d'une courte vidéo humoristique en milieu de journée. Le canular, pour lequel la directrice de la chaîne Laurence Bloch n'avait pas été prévenue est finalement démenti, et l'émission est bel et bien reprogrammée au même horaire pour la saison 2017-2018. Le nom change cependant : trouvant la référence à la citation de Sarkozy « devenue obsolète », l'équipe décide d'adopter le titre « Par Jupiter ! », en référence au « jupitérisme » du nouveau Président de la République Emmanuel Macron. La quatrième saison débute le 28 août 2017.
Le 10 juillet 2018, l'équipe de Par Jupiter ! organise à l'occasion du match de demi-finale Belgique-France de la Coupe du monde de football 2018 une émission spéciale au nom de « Par Jupifoot », avec Thomas VDB, Philippe Collin et Franck Ballanger.
Depuis la rentrée 2019, une variante de Par Jupiter ! est régulièrement proposée par Alex Vizorek seul : Par Jupizorek !. Le concept est légèrement différent dans le sens où les intervenants habituels de l'émission sont remplacés ou complétés par des chroniqueurs-invités comme Monica Sabolo, Rose, Élodie Émery, Alain Sachs et Pierre-Emmanuel Barré[réf. nécessaire].

#### Par Jupidémie!
Le 16 mars 2020, pour cause de pandémie de Covid-19, l'émission est interrompue pendant quelques semaines, mais un podcast nommé Par Jupidémie ! réalisé artisanalement en visio-conférence est publié sur YouTube. Par Jupidémie ! revient finalement à l'antenne le 30 mars, mais version confinée : L'émission est enregistrée à 12 h pour être diffusée à son heure habituelle. Le 11 mai, l'émission est de nouveau en direct, mais toujours à distance. Durant cette période, les chroniques sont réajustées, tel que « Le Moment Meurice » qui, avant le 11 mai, se déroule sous la forme de questions aux auditeurs par Internet, au lieu des habituels micro-trottoirs.

#### Par Jupiclasse!
À partir du 26 août 2020, une nouvelle déclinaison de l'émission est proposée hebdomadairement : l'émission du mercredi est rebaptisée Par Jupiclasse, et est faussement consacrée aux écoliers (exercices parodiant l'actualité, thèmes de dessin proposés aux auditeurs, chansons d'Aldebert ou GiedRé…). Cette formule est renommée C'est encore classe dès la rentrée 2022.

### C'est encore nous!(2022-2023)
Le 26 août 2022, Charline Vanhoenacker annonce dans le journal du 6/9, sur France Inter, un changement de nom, sous forme d'un mini-sketch humoristique, de l'émission Par Jupiter, qui se nomme désormais C'est encore nous et C'est encore classe le mercredi.
Le 11 mai 2023, la co-productrice confirme l'arrêt de la quotidienne, affirmant que « ce n’est pas [sa] décision », au profit d'une émission hebdomadaire, le dimanche de 18 h à 20 h sur France Inter,. L'émission sera remplacée par une émission présentée par trois chroniqueuses : Maïa Mazaurette, Marie Misset et Marine Baousson.
Deux syndicats d'employés de France Inter publient un communiqué intitulé « Inter : jusqu'où ira le mépris ? » dans lequel ils contestent l'argument de l'audience déclinante.
Une pétition a été lancée par le journaliste Victor Baissait, pour soutenir l'émission. Elle a réuni plus de 200 000 signatures à la mi-juin 2023,,,,.

### Le Grand Dimanche soir(2023 - 2024)

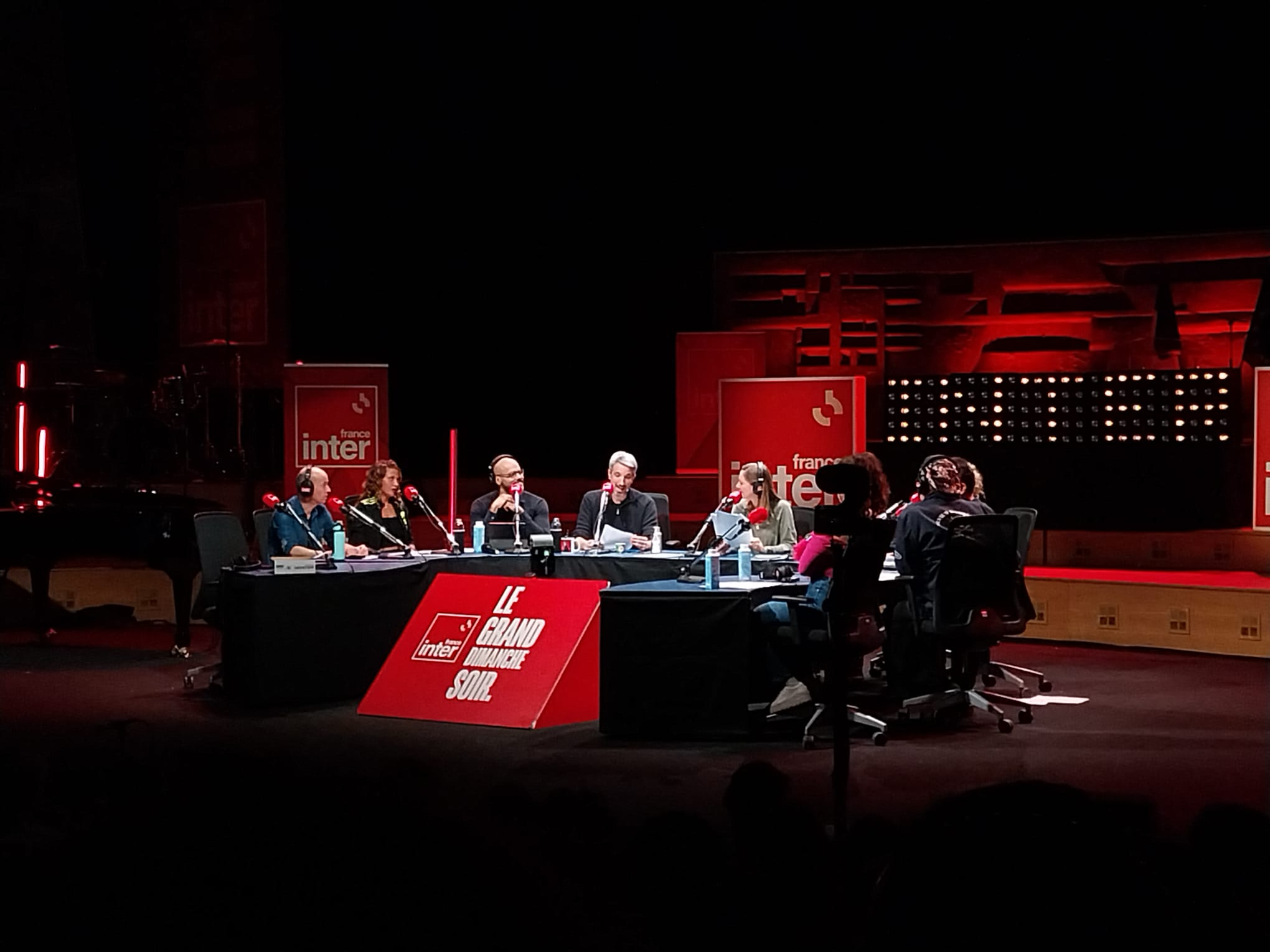
Emission Le Grand Dimanche soir à la Maison de la Radio le 4 février 2024

L'émission passe en hebdomadaire à la rentrée 2023 et change de format. Elle a lieu pendant deux heures le dimanche soir. C'est « Un vrai show » pour le journaliste Benoît Daragon dans Le Parisien avec de l'humour, de la musique, du théâtre. À la suite de l'affaire des propos polémiques concernant Benyamin Netanyahou (ci-dessous) et le renvoi de Guillaume Meurice de plus en plus d'intervenants démissionnent. Charline Vanhoenacker propose à la direction de France Inter un nouveau projet pour l'année suivante qui n'est pas retenu. Quatre membres de l'équipe rejoignent Radio Nova.

## Ligne éditoriale
Selon Le Monde, l’émission est « résolument orientée à gauche ».

## Audiences
L'audience augmente au fil de la saison : 343 000 auditeurs (+ 75 000) en novembre 2014, 600 000 auditeurs (+ 257 000) en janvier 2015 puis 616 000 auditeurs (+ 16 000) en avril 2015 (faisant de France Inter la deuxième radio généraliste la plus écoutée de 17 h à 18 h). Elle devance notamment l'émission de Cyril Hanouna Les Pieds dans le plat sur Europe 1 (492 000 auditeurs) et n'est alors plus devancée que par Les Grosses Têtes sur RTL (1 363 000 auditeurs en moyenne). En juillet 2015, l'émission est écoutée par 510 000 personnes (- 106 000), restant en hausse sur un an malgré la grève ayant touché Radio France.
De septembre 2015 à septembre 2016, l'audience de l'émission grimpe de 289 000 auditeurs.
Depuis avril 2017, l'émission est à son plus haut dans les audiences : 1 239 000 auditeurs écoutent l'émission chaque jour. Sur la période septembre/octobre 2017, pour sa quatrième rentrée, l'émission est écoutée par 1 176 000 personnes en moyenne (-63 000). Sur la période novembre-décembre 2017, l'émission reprend des couleurs et elle passe à 1 285 000 auditeurs (+109 000), nouveau record historique pour l'émission.
Le 20 novembre 2019, Médiamétrie publie les audiences de France Inter qui, bien que radio maîtresse, a perdu des auditeurs par rapport aux chiffres précédents. Par Jupiter ! est aussi concerné mais se maintient à des chiffres plutôt bons : 782 000 auditeurs (−11 000) tandis que le podcast de l'émission a été écouté 1 700 000 fois au mois d'octobre et la chronique de Guillaume Meurice, « Le Moment Meurice », 2 800 000 fois.
En novembre 2020, l'audience de l'émission en direct progresse à 868 000 auditeurs. L'écart avec Les Grosses Têtes (945 000 auditeurs) se resserre. En 2021, elle atteint 1,3 million d'auditeurs par jour en moyenne, ce qui est le meilleur résultat de toute l'histoire d'Inter sur cette tranche horaire.
Le Grand Dimanche soir fait des audiences très importantes et se termine sur un record : selon Mediamétrie le programme a été écouté chaque semaine entre avril et juin par 793 000 auditeurs, soit 300 000 de plus que l'année précédente, ».

## Intervenants
Aux côtés de Charline Vanhoenacker, on retrouve hebdomadairement Juliette Arnaud, Aymeric Lompret et Guillaume Meurice, présenté comme « comique d'investigation » dans le moment Meurice, chronique dans laquelle il réalise des reportages et interviews où il démonte les contradictions et inepties de ses interviewés en s'appuyant souvent sur leurs propres arguments. Le chanteur Frédéric Fromet est aussi présent chaque dimanche, qui propose sa comptine repeignant l'actualité de la semaine en fin d’émission.
De 2014 à 2019 Alex Vizorek co-animait avec Charline Vanhoenacker toutes les émissions. Et de 2019 à 2023 Juliette Arnaud co-animait avec Charline Vanhoenacker les émissions du lundi et du jeudi et Alex Vizorek celle du mardi, mercredi et vendredi.

## Récompenses
En septembre 2015, l'émission obtient le prix CB News de la meilleure émission radio de divertissement.

## Polémiques

### Orientation politique du "Moment Meurice"
Guillaume Meurice, du fait des sujets et du ton qu'il utilise dans son travail de chroniqueur, « s’amuse à propager », selon Libération, « les valeurs de la gauche écolo-radicale ». Ses chroniques radiophoniques et son humour reposent en grande partie sur des propos politiquement orientés. Selon France Inter, de « nombreux auditeurs se disent déçus par une orientation politique désormais très marquée ». L'Humanité précise que Meurice « assume complètement » cette orientation qui serait due « uniquement au fait que la société penche dangereusement à droite » (2016).
Selon Libération, le chroniqueur est « porté aux nues par la gauche de la gauche ». Son propos serait « tellement marqué politiquement » que Charline Vanhoenacker et le reste de l’équipe « pourtant pas très droitiers », le feraient passer à l’antenne « pour le gaucho de service ».

### Propos polémiques concernant Benyamin Netanyahou
En octobre 2023, pendant la guerre à Gaza, Guillaume Meurice suscite la polémique en qualifiant Benyamin Netanyahou d'« une sorte de nazi, mais sans prépuce » lors d’une chronique humoristique. Adèle Van Reeth, la directrice de France Inter, se désolidarise des propos de son chroniqueur. Selon elle, dans un contexte de « recrudescence des actes antisémites au sein de notre pays, ce choix des mots semble particulièrement malvenu ». L’Arcom est saisie. Les propos tenus par Guillaume Meurice provoquent l’embarras au sein de Radio France mais aussi au ministère de la Culture.
Le 6 novembre 2023, l'Organisation Juive Européenne dépose plainte contre Guillaume Meurice pour provocation à la violence et à la haine antisémite et injures publiques à caractère antisémite.
L'Arcom adresse le 23 novembre 2023, une mise en garde à Radio France, estimant que le sketch avait « porté atteinte au bon exercice par Radio France de ses missions et à la relation de confiance qu’elle se doit d’entretenir avec l’ensemble de ses auditeurs ».
Le 18 avril 2024, le parquet de Nanterre a prononcé le classement sans suite de la plainte visant l’humoriste Guillaume Meurice, les deux infractions visées par la plainte n’apparaissant pas caractérisées. La plainte avait donné lieu à une enquête préliminaire dirigée par le parquet de Nanterre et confiée à la brigade de répression de la délinquance contre la personne.

Dans l'émission du "Grand Dimanche Soir" du 28 avril 2024, Guillaume Meurice réitère ses propos lors de sa chronique en faisant référence au classement sans suite de la plainte : 
« Si je dis : Nétanyahou, c’est une sorte de nazi, mais sans prépuce, c’est bon, le procureur l’a dit cette semaine. Allez-y, faites-en des mugs, des tee-shirts, c’est ma première blague autorisée par la loi française ».
Le 2 mai 2024, Guillaume Meurice annonce sur ses réseaux sociaux être suspendu et convoqué par la direction de Radio France pour "un entretien préalable en vue d'une éventuelle sanction disciplinaire pouvant aller jusqu'à la rupture anticipée" dont la date n'est pas encore connue. Cet événement a provoqué une vague d'indignation tant sur les réseaux sociaux que dans la classe politique dénonçant une attaque contre la liberté d'expression, la rédaction de France Inter lui ayant apporté son soutien en qualifiant de "convocation inacceptable" la décision de Radio France. La semaine suivante, Charline Vanhoenacker dédie l'émission à Guillaume Meurice et Djamil Le Shlag annonce quitter France Inter en soutien,.

Le 11 juin 2024, il est licencié par Radio France pour faute grave pour avoir réitéré ses propos polémiques. Dans un message publié sur le réseau social X, , considérant que l'extrême droite a remporté une victoire idéologique après son licenciement, Guillaume Meurice écrit :
« Bravo à @PascalPraud, @ZemmourEric, @MLP_officiel, @EugenieBastie, @ELevyCauseur, @rabbidelphineH, etc. Cette victoire, c’est avant tout la vôtre ! »
Dans les heures qui suivent, Aymeric Lompret, Giedré et Laélia Véron annoncent leur démission en soutien à l'humoriste.
Dans un mail envoyé au personnel de Radio France, Sibyle Veil, la présidente de Radio France se justifie : "Cette décision, je l'ai prise pour déloyauté répétée à l'égard de l'entreprise", reprochant à Guillaume Meurice d'avoir "envenimé la polémique des mois durant".

## Réception critique
Selon Les Inrockuptibles, Charline Vanhoenacker, « entourée d'une bande dont la complicité joyeuse s'entend à l'antenne, réussit avec brio un exercice très casse-gueule : porter un regard décalé, frais et pétillant sur l'actualité du jour ».
Le Monde évoque une « émission hybride mêlant information et divertissement, destinée à concurrencer les grosses machines menées à la même heure ».
Le Parisien met en avant les « atouts » de l'animatrice-journaliste : « culot, sympathie et sang-froid ».
Pour L'Obs, l'émission « sous prétexte d'audaces transgressives [...] s'aligne sur un populisme sympa qui donne le ton un peu partout dans l'audiovisuel ». Le rire est une injonction et on assiste à une « surenchère de voix flûtées, gloussements adorables, bisous bisous attendris ». Alex Vizorek serait « assez drôle, Guillaume Meurice l'est beaucoup moins, et Clara Dupont-Monod, préposée aux livres, sauve souvent la mise ».

## Équipe
- Productrice et présentatrice : Charline Vanhoenacker
- Coproducteur et coprésentateur : Alex Vizorek (jusqu’en 2023), Guillaume Meurice et Aymeric Lompret (de septembre 2023, à juin 2024)
- Coproductrice et coprésentatrice : Juliette Arnaud
- Réalisateur : Benjamin Riquet (2014 - 2017), Anne-Sophie Ladonne (2017 - 2019), François Audoin (depuis août 2019)
- Rédacteur en chef : Ramzi Assadi